# Zjednoczony Kościół Ewangeliczny w Polskiej Rzeczypospolitej Ludowej
Zjednoczony Kościół Ewangeliczny w Polskiej Rzeczypospolitej Ludowej (ZKE) – istniejący w latach 1947–1988 związek wyznaniowy skupiający pięć polskich wspólnot protestanckich charakteryzujących się pobożnością ewangelikalną i praktyką chrzczenia wyłącznie ludzi świadomych swojej wiary. Dwie z nich miały charakter zielonoświątkowy. W okresie PRL był to największy w Polsce Kościół ewangelikalny – za drugą co do wielkości denominację o takim profilu należy uznać w tym czasie Polski Kościół Chrześcijan Baptystów. Od 1967 roku siedziba Kościoła mieściła się przy ul. Zagórnej w Warszawie. Do roku 1953 Kościół miał charakter federacji, w ramach której każde ugrupowanie zachowało swoją odrębność, w roku 1953 zniesiono odrębności. W roku 1981 ZKE powrócił do struktury federacyjnej.
Pierwsze powojenne inicjatywy zjednoczeniowe wśród ewangelikalnych chrześcijan w Polsce pojawiły się już w 1945 roku, kiedy powstał Polski Kościół Ewangelicznych Chrześcijan Baptystów skupiający różne ich nurty, jednak w przeciągu dwóch następnych lat występowały z niego wszystkie ugrupowania i pozostali w nim tylko baptyści. Pojawiła się wkrótce nowa inicjatywa zjednoczeniowa, w wyniku której w 1947 roku powstał ZKE. Najpierw należały doń trzy Kościoły, a od 1953 roku – pięć. Część zborów byłego Związku Chrześcijan Wiary Ewangelicznej podjęła w 1956 roku próbę wystąpienia z ZKE i zwróciła się do władz z prośbą o legalizację związku. Władze odpowiedziały represjami i zbory zostały zmuszone do powrotu do ZKE. Najdłużej, bo do końca lat 60., opierała się „grupa lubelska”. Do 1975 dominowali wolni chrześcijanie (bracia plymuccy), od 1981 – zielonoświątkowcy. Zmiana sytuacji politycznej po 1980 pozwoliła na upodmiotowienie się poszczególnych konfesji w ramach jednego Kościoła. W 1981 wystąpiła z niego grupa wolnych chrześcijan, która utworzyła odrębny związek wyznaniowy pn. Kościół Wolnych Chrześcijan w PRL. Odtąd ZKE obejmował cztery wspólnoty. W 1987 roku na ostatnim synodzie Kościoła zdecydowano o rozwiązaniu ZKE. Pod koniec swego istnienia przekraczał 17 tysięcy wyznawców, największy wzrost liczebny nastąpił w latach 80. XX wieku. W wyniku jego rozpadu powstały cztery odrębne Kościoły: Kościół Chrześcijan Wiary Ewangelicznej w RP, Kościół Ewangelicznych Chrześcijan, Kościół Zborów Chrystusowych i Kościół Zielonoświątkowy w RP.
Podstawową jednostką w ZKE był autonomiczny zbór, który posiadał osobowość prawną. Zbór miał prawo decydowania o przyjęciu lub wykluczeniu własnych członków. Do większych osiągnięć Kościoła należą zbudowanie kaplicy centralnej w Warszawie, zorganizowanie Domu Starców w Ostródzie oraz działalność wydawnicza, w tym wydawanie miesięcznika „Chrześcijanin”. ZKE należał do Polskiej Rady Ekumenicznej.

## Historia ZKE

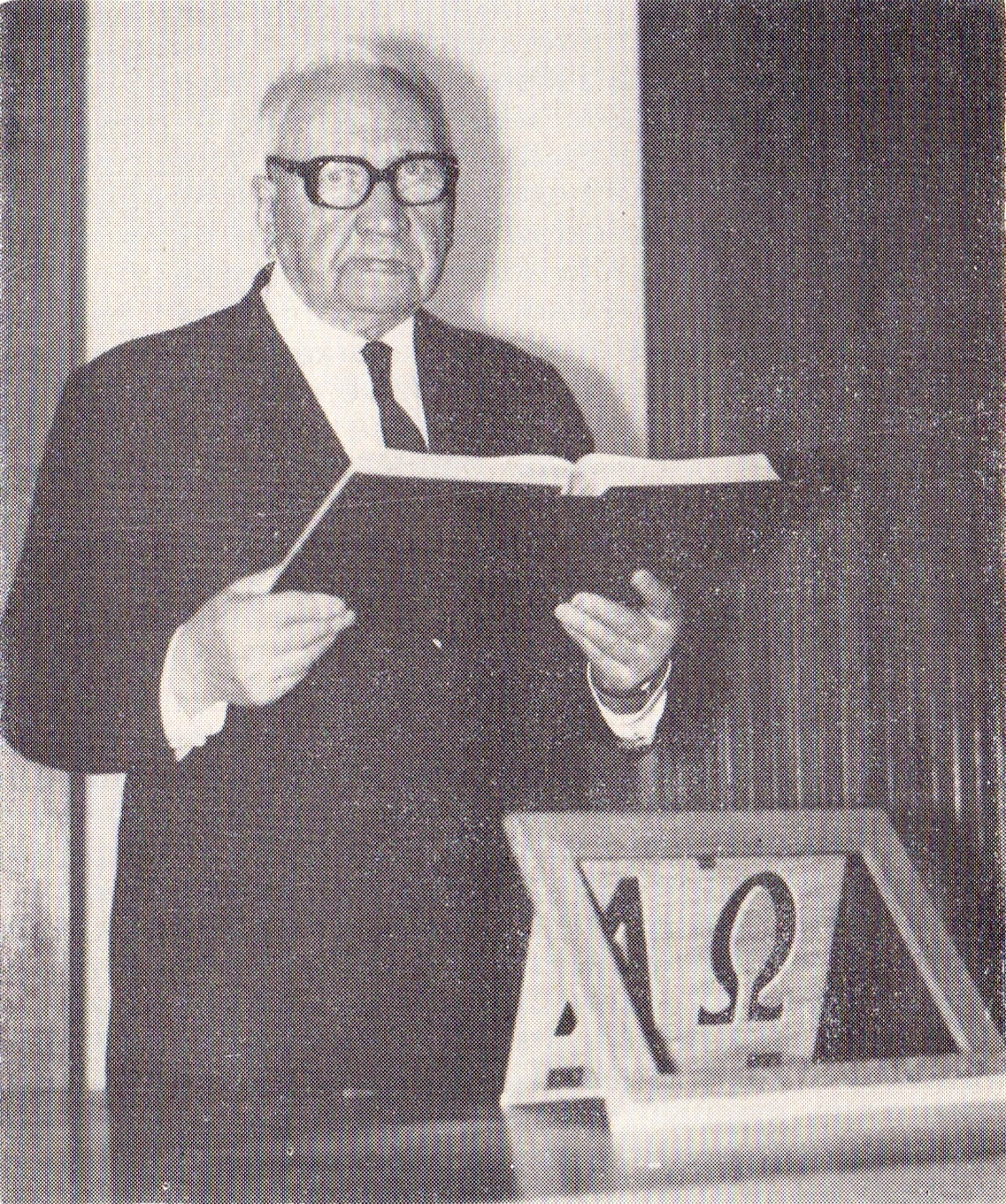
S. Krakiewicz w kaplicy centralnej (1974)

### Pierwsze inicjatywy zjednoczeniowe
W społecznościach typu ewangeliczno-baptystycznego na ziemiach polskich pierwsza idea zjednoczeniowa pojawiła się po zakończeniu wojny polsko-bolszewickiej, a dotyczyła Związku Zborów Słowiańskich Baptystów i Związku Ewangelicznych Chrześcijan. W 1923 w Brześciu utworzono Zjednoczenie Ewangelicznych Chrześcijan i Baptystów w Polsce, jednak już po dwóch latach, ze względu na odmienne podejście do służby wojskowej, baptyści zdecydowali się na samodzielną działalność.
Idee zjednoczeniowe ponownie ożyły podczas II wojny światowej i były aktualne bezpośrednio po jej zakończeniu. Często cytowano biblijne hasło „aby wszyscy byli jedno” (J 17,21). Poważnym utrudnieniem w realizacji tej idei były ambicje przywódców poszczególnych ugrupowań.
Po II wojnie światowej pierwsza inicjatywa zjednoczeniowa wyszła ze strony baptystów, w owym czasie najliczniejszego ugrupowania ewangelikalnego w Polsce. W jej wyniku w maju 1945 roku utworzono związek religijny łączący kilka ugrupowań ewangelikalnych o podobnej doktrynie pod nazwą Polski Kościół Ewangelicznych Chrześcijan Baptystów. Do tego Kościoła nie przystąpili zielonoświątkowcy. Związek został uznany przez władze państwowe w maju 1946. Już w styczniu 1946 roku (jeszcze przed uregulowaniem jego sytuacji prawnej) wystąpiła zeń grupa ewangelicznych chrześcijan z Ludwikiem Szenderowskim na czele, a w listopadzie 1946 – Zjednoczenie Kościołów Chrystusowych z Jerzym Sacewiczem jako prezesem. Do wystąpienia chrystusowych przyczynił się Konstanty Jaroszewicz, który odwiedził Polskę w 1946, zachęcał liderów Kościoła Chrystusowego do wystąpienia z Kościoła Chrześcijan Ewangelicznych Baptystów i obiecał im finansową pomoc. Wolni chrześcijanie wystąpili w czerwcu 1947 roku. O wystąpieniu wolnych chrześcijan zadecydował m.in. konflikt personalny między wolnym chrześcijaninem Józefem Mrózkiem a baptystą Emilem Jeske (1910–?). Każdy z nich chciał być liderem dla regionu Śląska. Mrózek zwołał w Chorzowie konferencję dla wolnych chrześcijan, na której podjęto decyzję o wystąpieniu z Polskiego Kościoła Ewangelicznych Chrześcijan Baptystów. W związku pozostali tylko baptyści, którzy zachowali legalizację oraz nazwę. Niedługo po tym z nazwy usunięto człon „Ewangelicznych”, tak powstała nazwa Polski Kościół Chrześcijan Baptystów. Innym powodem rozpadu tego Kościoła była przewaga liczebna baptystów. Liczba baptystów wynosiła wtedy około 2000 członków, podczas gdy pozostałe ugrupowania miały 1500 członków łącznie.
Jeszcze w trakcie istnienia PKEChB pojawiła się konkurencyjna inicjatywa zjednoczeniowa. W listopadzie 1946 odbyła się w Ustroniu konferencja pięciu wspólnot ewangelikalnych. Nie uczestniczyli w niej baptyści. 16 lutego 1947 utworzono Tymczasowy Komitet Unii Kościołów Ewangelicznych w Polsce. Należeli do niego: Związek Ewangelicznych Chrześcijan, Związek Chrześcijan Wiary Ewangelicznej, Zjednoczenie Kościołów Chrystusowych, Związek Wolnych Chrześcijan (wciąż jeszcze wchodzili w skład PKEChB) i Związek Stanowczych Chrześcijan. Prezesem został Stanisław Krakiewicz. Niedługo potem ZKCh i ZChWE wycofały się z prac Komitetu.
24–26 maja 1947 roku Krakiewicz i Szenderowski zorganizowali „Konferencję Braterską” w Ustroniu. Na konferencję kilkakrotnie bez powodzenia zapraszano baptystów. Odmówiły również Zjednoczenie Kościołów Chrystusowych i Związek Chrześcijan Wiary Ewangelicznej ze względu na negatywne doświadczenia dotychczasowej współpracy z Unią. W rezultacie utworzono federację tylko trzech związków pod nazwą Zjednoczony Kościół Ewangeliczny. 23 czerwca 1947 roku Krakiewicz na ostatnim posiedzeniu PKEChB poinformował baptystów o założeniu nowego Kościoła i wystąpieniu wolnych chrześcijan z PKEChB. Odpowiedzialność za utworzenie nowego Kościoła zrzucił na swoich „braci”. Krakiewicz pełnił funkcję sekretarza w PKEChB, natomiast w ZKE został prezesem.
Sprawą priorytetową dla utworzonego Kościoła stało się uzyskanie legalizacji. 15 października 1947 roku przedłożono władzom statut ZKE. Ministerstwo Bezpieczeństwa Publicznego nakazało zmianę niektórych zapisów statutu dotyczących współpracy z zagranicznymi wspólnotami religijnymi. Pomimo dokonania poprawek i złożenia stosownych dokumentów we wrześniu 1948, sprawa legalizacji nie została zakończona aż do lipca 1959 roku. Wkrótce po powstaniu ZKE przystąpił do Polskiej Rady Ekumenicznej (PRE). Przynależność do PRE rozumiano jako współpracę „pod względem administracyjnym”, natomiast nie „duchowym czy dogmatycznym”.

### Aresztowanie duchownych

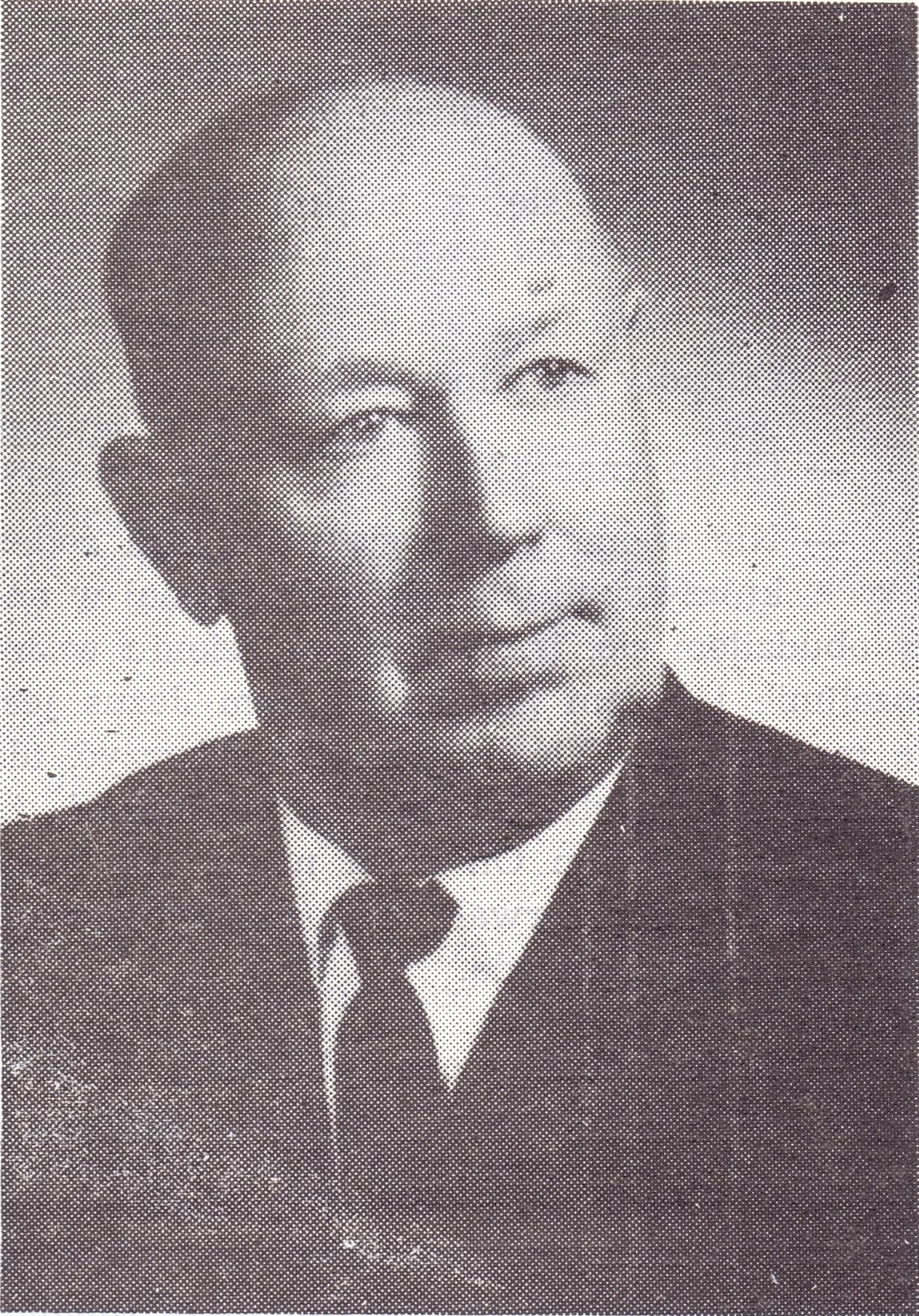
Teodor Maksymowicz

Pomimo iż idea zjednoczeniowa była wspierana przez władze państwowe, to jednak odmawiano legalizacji Kościoła i prześladowano jego działaczy. Jeszcze na przełomie lat 1947/1948 zaczęto gromadzić informacje o działaczach Kościoła. W nocy z 19 na 20 września 1950 roku przywódcy Kościoła zostali aresztowani przez Urząd Bezpieczeństwa, zamknięto również wszystkie obiekty sakralne należące do Kościoła. W wyniku tej akcji aresztowano 199 osób z Kościołów typu ewangeliczno-baptystycznego (tj. ZKE, KChWE i ZKCh). Aresztowano nie tylko duchownych Kościoła, ale także szczególnie aktywnych wiernych. Zarekwirowano niektóre kaplice, literaturę, śpiewniki i wyposażenie zborów. Mienie zarekwirowane w wyniku tej akcji w przeważającej części nigdy nie wróciło do właścicieli.
Aktywiści owych „sekt” mieli nawiązać kontakty „ze swoimi ośrodkami dyspozycyjnymi w USA i Szwecji” i przedstawiano ich jako „szpiegów imperializmu anglo-amerykańskiego”. Zarzucano im prowadzenie szerokiej kampanii antyradzieckiej, krytykę władzy ludowej, krytykę spółdzielni produkcyjnych. Wskazywano na dwie najbardziej zaangażowane w tej akcji osoby –  Władysława Kołodzieja i  Teodora Maksymowicza. Urząd Bezpieczeństwa zamierzał przygotować pokazowy proces. Duchowni, pomimo stosowania tortur w więzieniach i zastraszania, nie przyznali się do stawianych im zarzutów.
Większość aresztowanych zwolniono po kilku lub kilkunastodniowym zatrzymaniu, niektórych wypuszczono po kilku miesiącach, wobec innych gromadzono „dowody”. Wszyscy przed opuszczeniem aresztu podpisywali oświadczenie o braku pretensji wobec UB. Szesnaście osób skazano na więzienie. Stanisław Krakiewicz został zatrzymany pod zarzutem prowadzenia „roboty wywiadowczej”, a skazany za „działalność antypaństwową”. Ludwik Szenderowski został skazany na 9 lat więzienia ze względu na rozległe kontakty ze współwyznawcami ze Stanów Zjednoczonych}. Zatrzymało to na kilka miesięcy działalność Kościoła. Wiosną 1951 roku życie religijne zaczęło wracać do represjonowanych „sekt”. Jako ostatni wyszedł na wolność Szenderowski, który został ułaskawiony w 1955 roku.
Władze zakładały, że w wyniku aresztowania osłabią, a może nawet doprowadzą do likwidacji ewangelicznego chrześcijaństwa w Polsce.

### Pięć ugrupowań w jednym

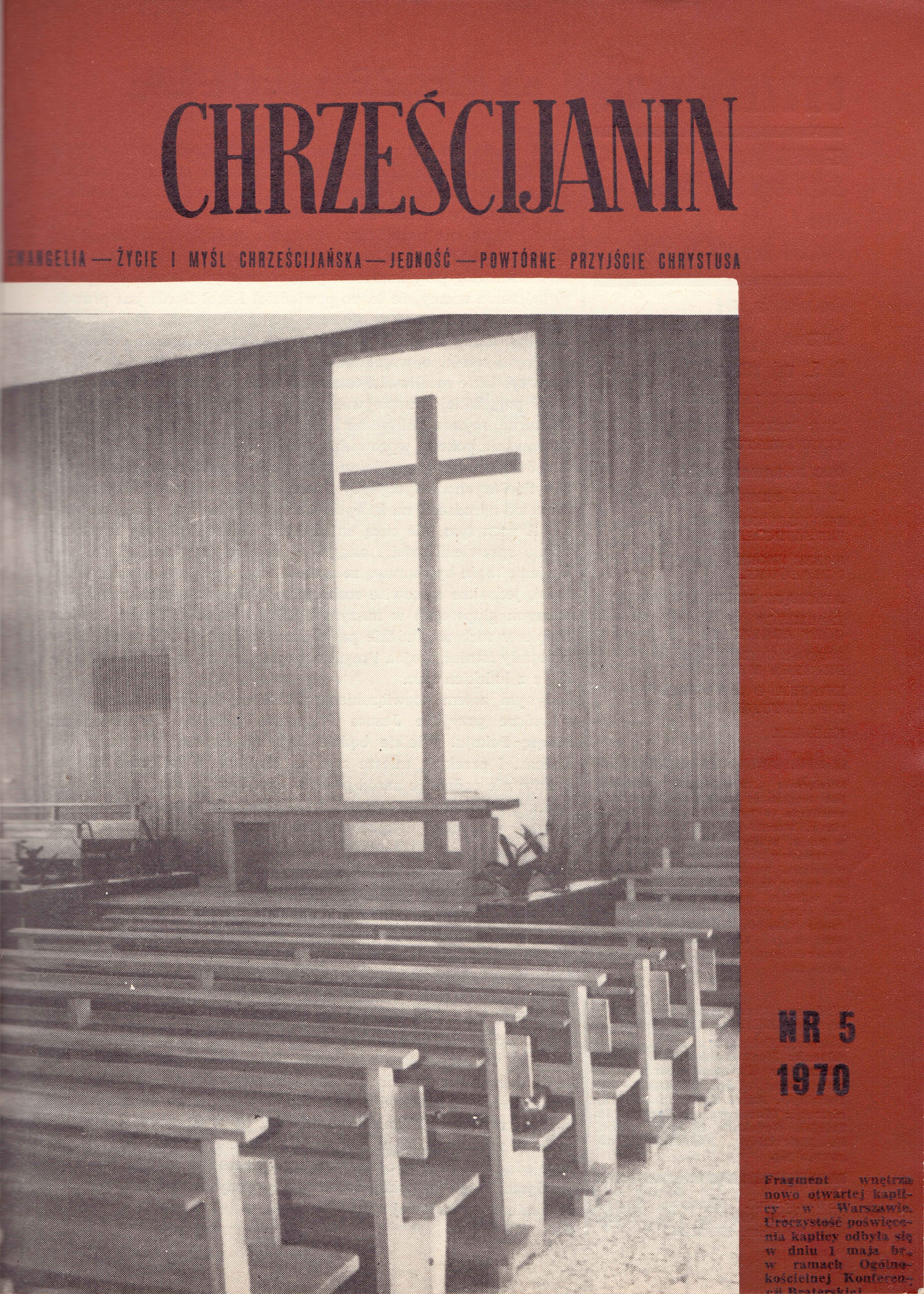
Miesięcznik „Chrześcijanin”, na okładce wnętrze świeżo wybudowanej centralnej kaplicy Kościoła

W 1952 roku władze państwowe, wzorując się na rozwiązaniach radzieckich, uznały, że zwiększenie się liczby organizacji konfesyjnie niczym się nieróżniących jest niepożądanym zjawiskiem. Postanowiono scalić pokrewne odłamy dla łatwiejszego ich nadzoru oraz w celu oderwania od zaplecza amerykańskiego. Wskutek nacisków ze strony władz w latach 1952 i 1953 odbyły się konferencje porozumiewawcze, mające na celu włączenie do ZKE dwóch dalszych związków religijnych: Zjednoczenia Kościołów Chrystusowych oraz Związku Chrześcijan Wiary Ewangelicznej. Stało się to na I Synodzie ZKE 4 czerwca 1953 roku. Na tymże synodzie wybrano radę Kościoła i prezydium rady z prezesem Stanisławem Krakiewiczem. Uznano, że system federacyjny jest niesprawny i rozwiązano związki wchodzące w skład ZKE. Uchwalono statut, zgodnie z którym postanowienia synodów miały obowiązywać wszystkich. Odtąd działalność prowadzona była w nowej formie organizacyjnej, a ZKE nie miał charakteru federacyjnego.
Władze wychodziły z założenia, że łatwiej jest kontrolować jeden związek wyznaniowy, niż każdy z osobna; chciały też, by działalność zborów w terenie odbywała się w stałych miejscach, zamierzały zlikwidować „gromadkarstwo” praktykowane przez niezrzeszonych i pragnęły wciągnąć do ZKE wszelkich niezarejestrowanych „wyznawców ewangelii”. Z czasem władze uzyskały jeszcze jedną korzyść. Ugrupowania wchodzące w skład ZKE miały zbieżną doktrynę, ale w niektórych jej punktach różną. W efekcie powstał „walczący wewnątrz” Kościół, a współżycie w jednym organizmie tych wyznań często sprowadzało się do sporów. Władzom zależało również na tym, aby do ZKE „wciągnąć Kościół Chrześcijan Baptystów, którego kierownictwo ciąży nadal ku ośrodkom baptystycznym za granicą”.
W końcu 1954 roku Prezydium Rady Kościoła czyniło starania w celu nawiązania bliższej współpracy z Polskim Kościołem Chrześcijan Baptystów (PKChB). Zaproponowano organizowanie wspólnych spotkań. Naczelna Rada PKChB poparła ideę współpracy, zastrzegła jednak, że najpierw należy wyjaśnić przeszłość, ponieważ oni pozostają wierni ustaleniom wspólnie przyjętym na „soborze” wspólnego Kościoła w 1945 roku. Niewykluczone, że owa inicjatywa ze strony ZKE była inspirowana przez Urząd ds. Wyznań, który popierał ideę połączenia wszystkich ewangelikalnych Kościołów. Zmiana sytuacji politycznej spowodowała, że plany te nigdy nie zostały zrealizowane. W 1968 roku władze najwyraźniej odstąpiły od zamiaru połączenia PKChB i ZKE gdyż zatwierdziły statut dla Polskiego Kościoła Chrześcijan Baptystów.
W 1956 roku zielonoświątkowcy z byłego KChWE zorganizowali trzy niezależne od ZKE konferencje, sami układali plany działania dla swego ugrupowania i chcieli ubiegać się o zagraniczne wsparcie finansowe. Punktem zapalnym okazały się wybory kandydatów do Rady Kościoła. Zielonoświątkowcy z ugrupowania Chrześcijan Wiary Ewangelicznej uzyskali 11 mandatów na całkowitą liczbę 30. Urzędująca Rada Kościoła unieważniła wyniki tych wyborów. W odpowiedzi zielonoświątkowcy postanowili wystąpić z ZKE, a do Urzędu ds. Wyznań złożono wniosek o rejestrację Kościoła Chrześcijan Wiary Ewangelicznej. Na prezesa wybrano Teodora Maksymowicza. Władze zabroniły separatystom prowadzenia działalności poza obrębem ZKE oraz sprawowania funkcji duchownych. Najbardziej dotkliwą metodą walki z separatystami okazała się sprawa użytkowania własnych kaplic. Do 1961 roku większość zborów wróciła do ZKE. Poza Kościołem pozostały zbory w województwie lubelskim (tzw. „grupa lubelska”), opierające się władzom państwowym do końca lat 60. Kazimierz Czepieluk (1905–1969) do końca życia działał poza ZKE. Walenty Dawidow założył Kościół Chrystusowy w Polsce. Niezależnie działał Bolesław Dawidow, twórca przyszłego Kościoła Bożego w Chrystusie.
W warunkach wspierania ZKE i zwalczania separatystów Urząd ds. Wyznań zdecydował się na zatwierdzenie Statutu ZKE. Statut Kościoła uchwalono na synodzie w 1959 roku, a 31 lipca 1959 roku został on zatwierdzony przez Urząd ds. Wyznań (decyzja nr III. 11/10/59). Tym samym dokonano rejestracji ZKE. Statut określał Kościół jako „samodzielny i niezależny od jakiejkolwiek władzy duchowej lub świeckiej”. Organem wykonawczym była Rada Kościoła, organem nadzorującym – Komisja Kontrolująca. Podstawową jednostką był zbór, który wedle statutu był autonomiczny i posiadał osobowość prawną, jego członkami mogły być osoby nawrócone i ochrzczone. Zbór miał prawo wyłączyć każdą osobę prowadzącą styl życia niezgodny z biblijnymi standardami.

### Kontakty zagraniczne

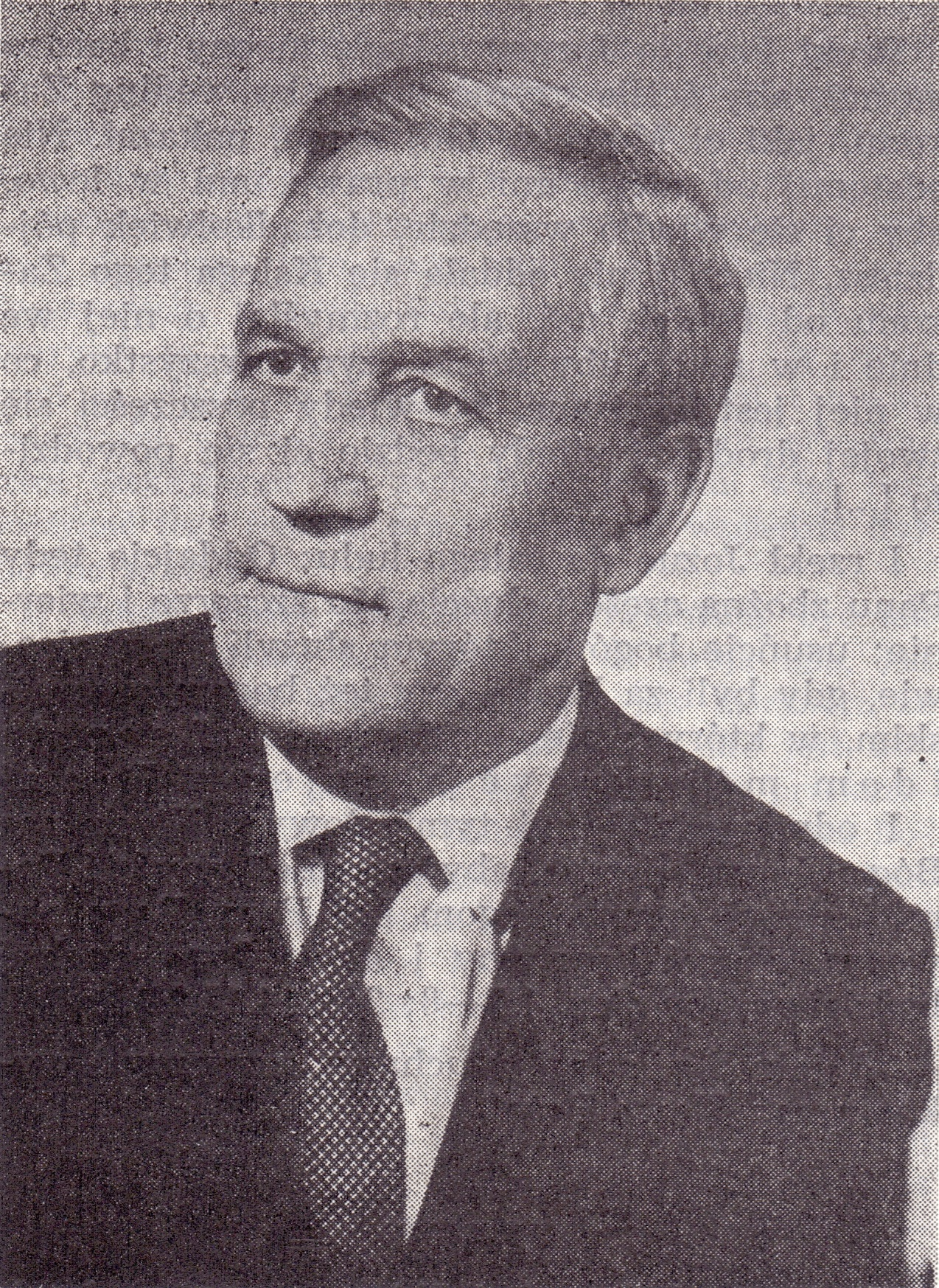
Konstanty Sacewicz, prezes ZKE w latach 1975–1981

W 1955 roku władze zezwoliły na wznowienie kontaktów zagranicznych, pomimo iż w dalszym ciągu postrzegały je jako chęć podporządkowania się zagranicznym ośrodkom kościelnym. Utrzymywaniem kontaktów zainteresowani byli przede wszystkim zielonoświątkowcy. Po oderwaniu „separatystów” w 1956 roku pozostających w strukturach ZKE władze traktowały jako lojalnych obywateli PRL. Utrudniano wyjazdy zagraniczne „separatystom”, natomiast w przypadku duchownych pozostających w ZKE resort wpraw wewnętrznych zwracał się nawet o przyśpieszenie formalności.
Po rozruchach marcowych 1968 wzmogła się inwigilacja duchownych ZKE ze strony służby bezpieczeństwa. Głównym tego powodem były liczne przyjazdy współwyznawców z zagranicy. Władze, zaniepokojone faktem, że goście przemawiają w zborach, nauczają na kursach młodzieżowych, zjazdach, obozach, postanowiły ograniczyć przyjazdy do Polski dla zagranicznych gości. Prezydium ZKE realizowało zalecenia władz odnośnie do gości. Nakazano zborownikom, aby informowali o każdym obcokrajowcu uczestniczącym w nabożeństwach. W tym okresie wielką aktywność przejawiali przedstawiciele ruchu zielonoświątkowego z USA oraz Europy Zachodniej. Chętnie uczestniczyli w nabożeństwach, a po powrocie do swoich krajów barwnie opisywali prześladowania zielonoświątkowców zarówno ze strony komunistycznych władz, jak i ze strony Prezydium ZKE. Sprawa wydała się dla władz na tyle poważna, że 11 grudnia 1970 roku odbyło się spotkanie Prezydium Kościoła z przedstawicielami Urzędu ds. Wyznań. Podczas spotkania Tadeusz Dusik, dyrektor ds. wyznań niekatolickich, zarzucił: „zagraniczne ośrodki coraz aktywniej działają na rzecz przekształcenia ZKE w swoją ekspozyturę na terenie PRL”.
Podejrzanymi byli ci duchowni, którzy utrzymywali kontakty zagraniczne. Postępowanie władz państwowych nie było jednak w tym względzie konsekwentne i niejednokrotnie zezwalano na przyjazdy tych gości, których działalność postrzegano przedtem jako prowadzącą do powstania separatyzmu wewnątrz ZKE.
Nacisk ze strony władz stopniowo malał, a w czasach trudnej sytuacji gospodarczej goście byli chętnie zapraszani. W drugiej połowie lat 70. władze zaczęły sprzyjać licznym przyjazdom protestantów z Zachodu do Polski. W 1984 roku zezwolono na zorganizowanie zjazdu młodzieżowego w Warszawie, w którym wzięło udział ponad tysiąc osób. Głównym mówcą był gość z zagranicy. W następnym roku na kolejnym zjeździe wzięło udział około 4 tysięcy osób. W 1985 roku sytuacja uległa dalszemu rozluźnieniu. Władze polityczne i wyznaniowe w niewielkim już stopniu interesowały się stosunkowo niewielkim związkiem wyznaniowym.

### Siedziba ZKE

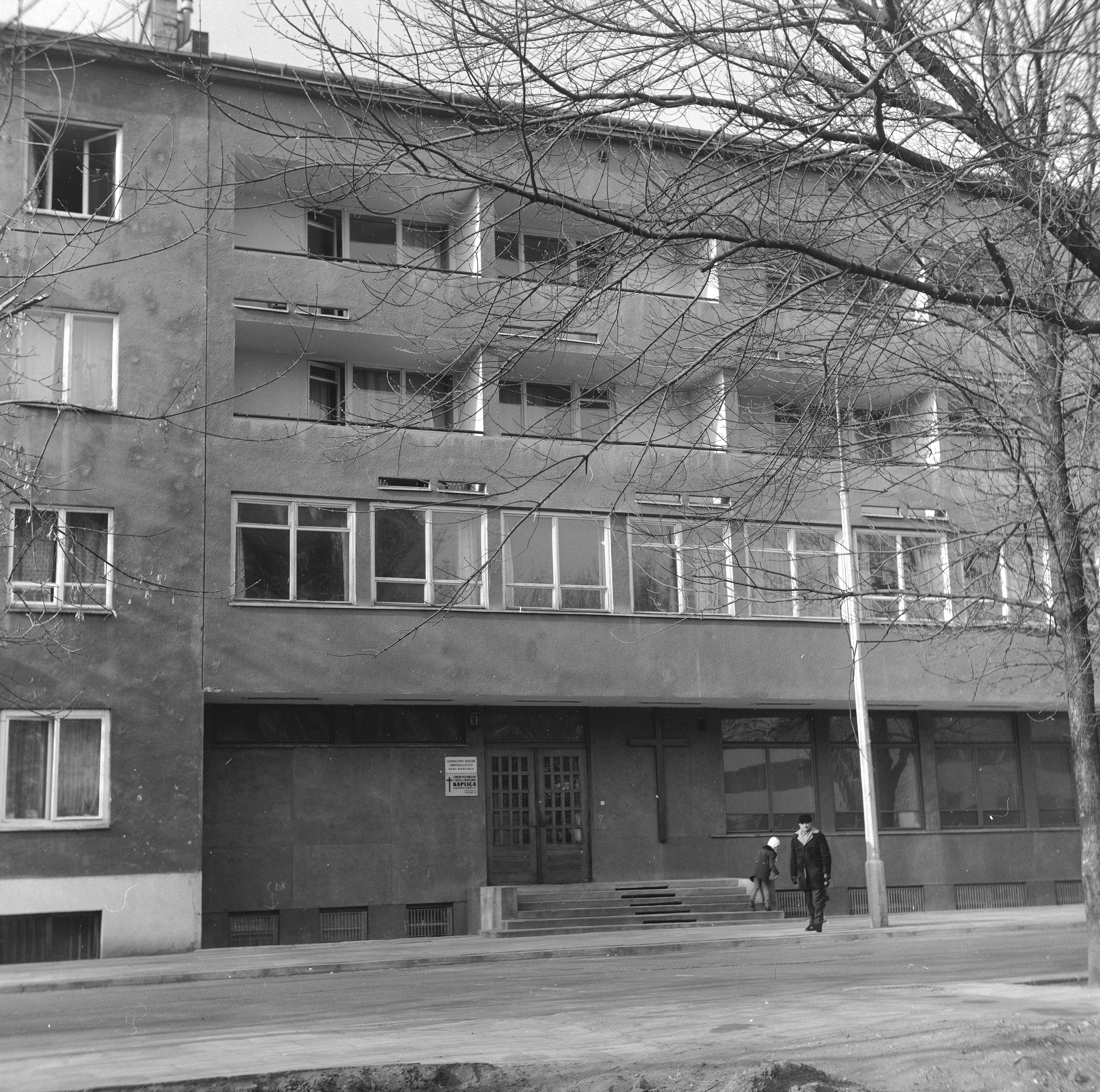
Ul. Zagórna 10 w Warszawie, w latach 1967–1987 mieściła się tu siedziba ZKE

Już w 1957 roku Prezydium Rady ZKE zwróciło się do władz z prośbą o lokalizację i zezwolenie na budowę obiektu sakralnego. Urząd ds. Wyznań popierał ideę budowy „Centrali ZKE”. Najpierw zapytano Naczelnego Architekta miasta Warszawy, czy istnieje możliwość zabudowy podwórka przy ul. Puławskiej 114. Następnie przydzielono działkę przy ul. Waliców 25, której ZKE nie wykorzystał ze względu na brak funduszy, więc przejęli ją baptyści. 25 stycznia 1962 roku przyznano teren przy ul. Zagórnej 10. Zdecydowano o budowie trzypiętrowego budynku o kubaturze 6000 m³. Zwrócono się o wsparcie finansowe do zborów, a także do „braci” z zagranicy. Jednym z fundatorów był Oral Roberts, który ofiarował 1200 dolarów.
Obiekt został wybudowany w latach 1965–1970, składał się z pomieszczeń biurowych oraz dwóch kaplic. W pierwszym etapie, od czerwca 1965 do jesieni 1967 roku, wzniesiono budynek administracyjny, który zaczęto użytkować od 10 grudnia 1967 roku i w którym rezydowało odtąd prezydium Kościoła. Tutaj mieścił się odtąd sekretariat Kościoła, redakcja „Chrześcijanina”, wydawnictwo ZKE, radio „Głos Ewangelii”. W drugim etapie, od maja 1968 do wiosny 1970 roku wybudowano kaplicę dla zboru centralnego. Uroczyste otwarcie nastąpiło 1 maja 1970 roku. Podczas otwarcia prezes Krakiewicz naszkicował historię ZKE, koncentrując się na osiągnięciach. Oświadczył zgromadzonym, że w 1947 roku ZKE liczył 30 zborów, w 1953 – 70 zborów, a w maju 1970 roku liczy 96 zborów i ponad 100 placówek, w których skupionych jest 8000 wyznawców.

### Prezes Krakiewicz

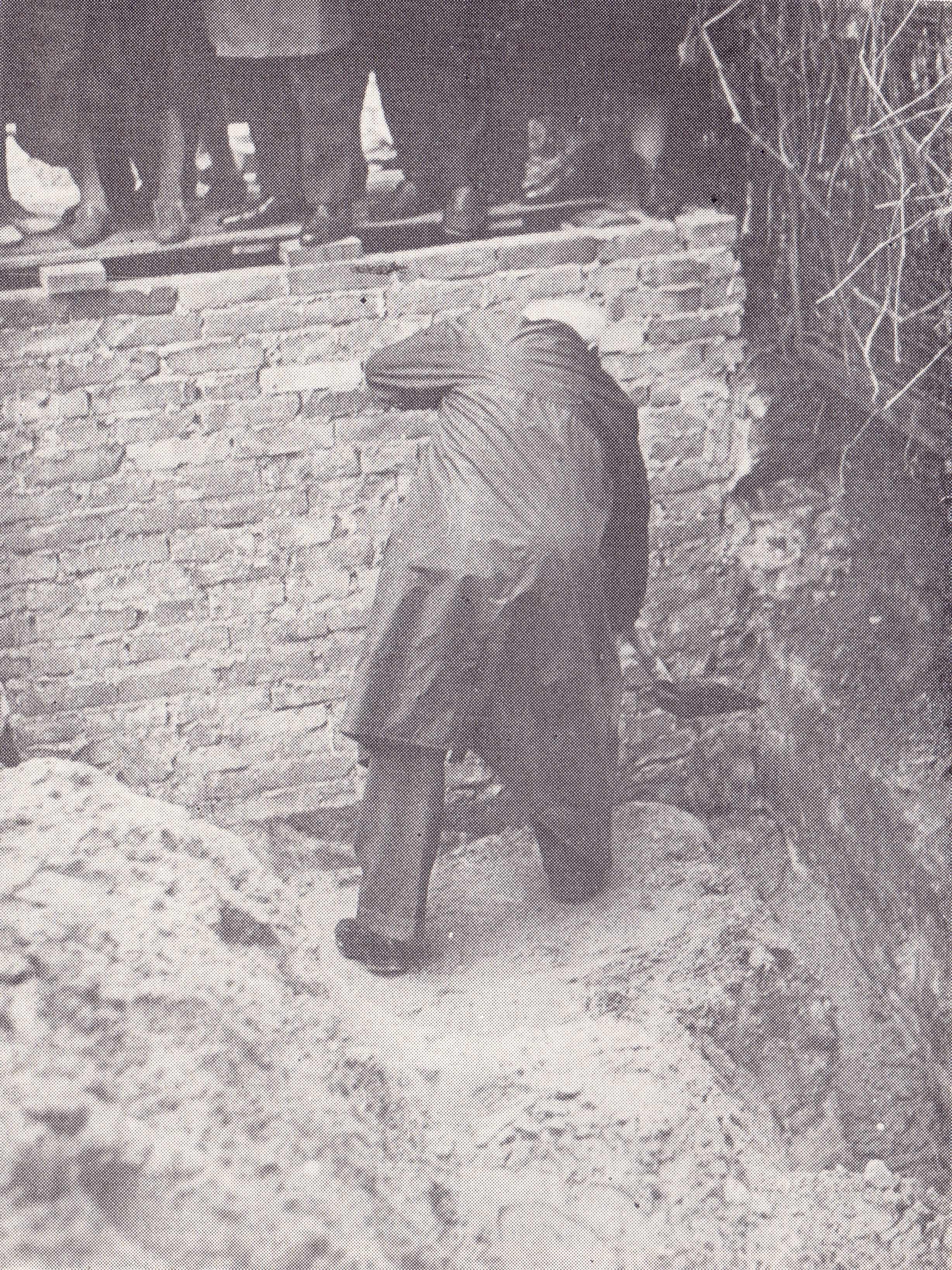
Krakiewicz zakłada kamień węgielny pod budowę centralnej kaplicy

Prezes Krakiewicz wielokrotnie łamał obowiązujący Statut ZKE. Za jego sprawą wybory Prezydium z 1965, jak i 1968 roku przeprowadzone zostały w sposób niezgodny z obowiązującym prawem. Podobnie 18 i 19 lutego 1972 roku na posiedzeniu Rady Kościoła Krakiewicz wraz z sekretarzem przedstawił własny projekt odwołania dotychczasowych prezbiterów okręgowych i powołania nowych. Celem tych zmian było niedopuszczenie przedstawicieli zborów zielonoświątkowych. Dla Urzędu ds. Wyznań zmiany te tłumaczył „wyższą koniecznością”, a w Kościele nie było odważnych, by temu się przeciwstawić. Pozwalał sobie również na pewną samowolę względem władz wyznaniowych, które przestał informować, z jakiego ugrupowania pochodzi dany kandydat, a zamiast tego przedstawiał ich w porządku alfabetycznym. Ingerował w wewnętrzne sprawy poszczególnych ugrupowań. Jesienią 1970 nie wyraził zgody na odbycie braterskiego spotkania w Koszalinie, w którym mieli uczestniczyć goście z zagranicy (pomimo zakazu do spotkania doszło). Na kolejnych synodach Kościoła niezmiennie oświadczał, „iż przyjmie stanowisko prezesa Rady, jeśli Bracia powierzą mu ten mandat”. Nie było jednak opozycji, która mogłaby zagrozić jego wpływom, a wybory do Prezydium były uzgadniane z władzami (w 1971 kandydatura Kazimierza Murantego na sekretarza miała poparcie ze strony władz). W miarę upływu czasu tworzył się coraz większy opór wobec poczynań Krakiewicza. W styczniu 1975 przedstawiciele wszystkich ugrupowań przeprowadzili spotkania konsultacyjne, których celem było wyeliminowanie Krakiewicza z Prezydium Rady Kościoła pod zarzutem niechrześcijańskiej postawy. Sprzeciwiali się temu jedynie przedstawiciele Wolnych Chrześcijan, do których Krakiewicz należał. Uzgodniono, że na VIII Synodzie ZKE na prezesa wybrany zostanie Konstanty Sacewicz. Stanisław Krakiewicz zwrócił się o pomoc do władz wyznaniowych, które zapewniał o swej lojalności i patriotyzmie. Krytykował jednocześnie niektórych działaczy ZKE, zwłaszcza zielonoświątkowców, zarzucając im, że są „niesubordynowani, powiązani z Zachodem, niepatriotyczni”, nazywał ich „nieprawdziwymi Polakami”. Władze wyznaniowe i polityczne uznały jednak, że należy zmienić prezesa, pozycję Krakiewicza uznały za zbyt słabą, a jego osobę konfliktogenną. Krakiewicz liczył wtedy 83 lata, być może więc uznano, że się wysłużył. Na VIII Synodzie wybrano nowego prezesa, który oświadczył, że jest zwolennikiem równouprawnienia dla wszystkich ugrupowań. Wraz z Krakiewiczem odwołano też wszystkich okręgowych. Odejście Krakiewicza zakończyło „właściwy” z punktu widzenia władz etap w działalności ZKE (tj. daleko idącej uległości względem władz).

### Więcej swobody
Prezes Sacewicz przestrzegał statutu Kościoła i pełnił urząd przez dwie kadencje. Układ sił w ZKE zmienił się na niekorzyść ugrupowania wolnych chrześcijan. Do 1975 zarządzali oni wszystkimi agendami Kościoła, teraz natomiast również pozostałe ugrupowania miały swoich przedstawicieli w agendach kościelnych. Wolni chrześcijanie twierdzili, że są dyskryminowani i zabiegali o reorganizację Kościoła.
Poczynając od 1975 roku stosunek władz względem ZKE stawał się bardziej pojednawczy. Od chwili powstania ZKE władze pilnowały, aby pojawiające się w nim separatyzmy szybko likwidować. Utrzymanie spójności organizacyjnej ZKE w miarę upływu czasu stawało się skomplikowane. W październiku 1974 Rada ZKE po raz pierwszy wystąpiła do Urzędu ds. Wyznań o zgodę na rejestrację II zboru w Szczecinie. Po upływie roku władze wojewódzkie ze Szczecina cofnęły poprzednią negatywną decyzję. Kolejne ustępstwo miało miejsce w Sosnowcu. W lipcu 1974 roku władze wojewódzkie z Katowic odmówiły rejestracji placówki zboru katowickiego w Sosnowcu, by „nie dopuścić do rozbicia ZKE”. Starania prezesa Sacewicza spowodowały zmianę decyzji. Niemniej jednak, gdy Kościół chciał zakupić budynek dla nowego zboru, władze nie zgodziły się, by budynek stał się własnością zboru w Sosnowcu, lecz ZKE jako całości. Był to nowy sposób pilnowania jedności ZKE ze strony władz. Podobnie było, gdy Rada ZKE zwróciła się z prośbą o zgodę na nabycie nieruchomości w Janowicach Wielkich dla zboru w Legnicy; Urząd ds. Wyznań zadecydował, że obiekt ma należeć do Kościoła, a nie zboru. Takiej samej procedurze podlegały odtąd darowizny na rzecz Kościoła.

### Lata 1981–1987

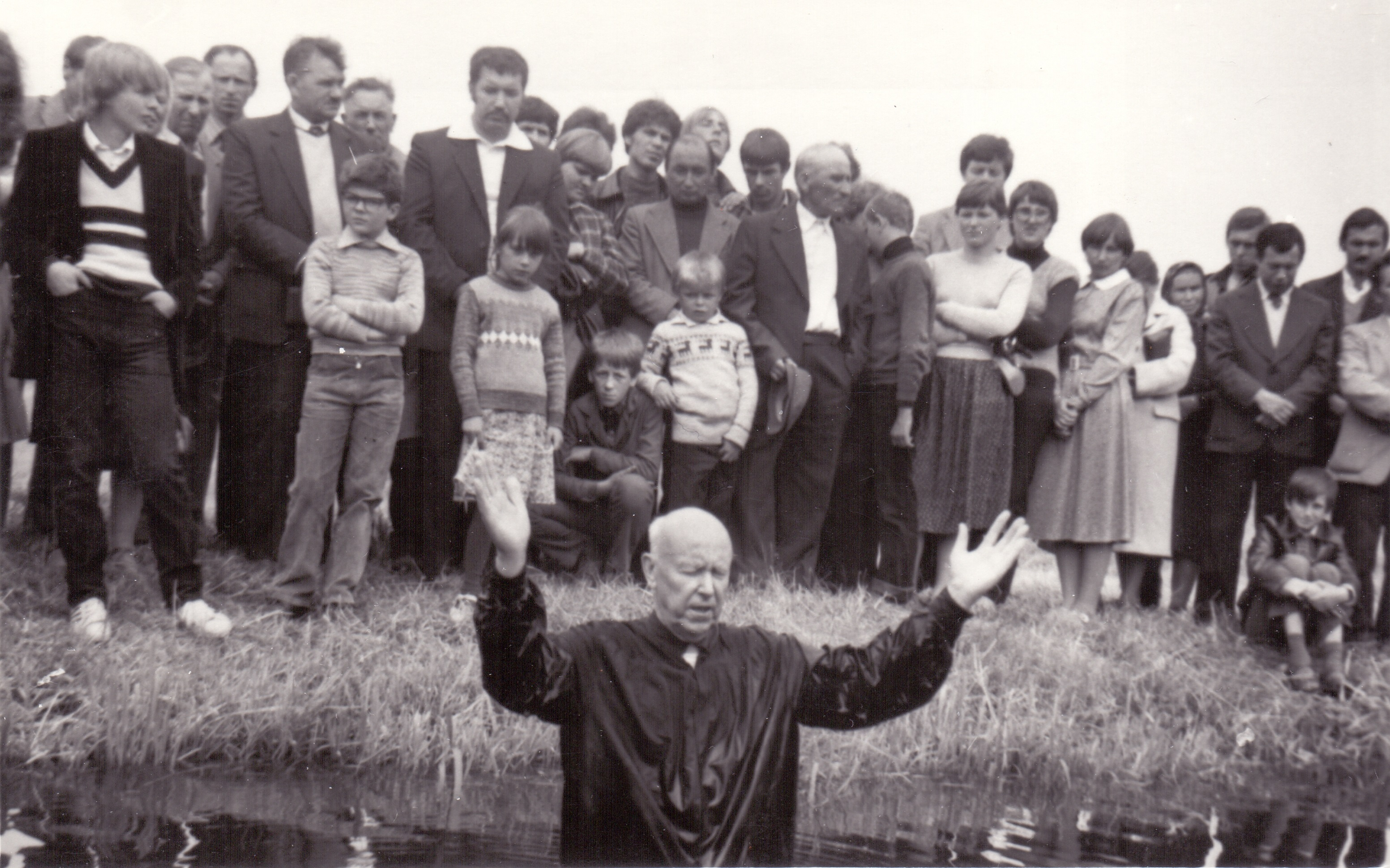
Chrzest w Dubiczach Cerkiewnych, T. Maksymowicz (20 czerwca 1982)

„Niechrześcijańska postawa” Krakiewicza owocowała niechęcią innych ugrupowań względem wolnych chrześcijan. Wyeliminowanie Krakiewicza, ich przedstawiciela, oraz nierozwiązana sprawa w I zborze warszawskim były powodem rosnącego niezadowolenia wśród wolnych chrześcijan. Najpierw przeprowadzili sondażowe rozmowy z PKChB o ewentualnej możliwości akcesu. Uczestnikom tego spotkania Prezydium ZKE udzieliło nagany. W tej sytuacji wolni chrześcijanie w oświadczeniu skierowanym do Prezydium Kościoła zarzucili, że trwa „akcja przechwytywania zborów przez ruch zielonoświątkowy” i wskazywali na przykłady „przejętych” lub majoryzowanych zborów. Domagali się większej swobody dla poszczególnych ugrupowań, nie podobał im się dyktat ze strony Prezydium i żądali reorganizacji Kościoła. Ponieważ stawiane warunki nie zostały spełnione, 30 grudnia 1980 przesłano pismo do Urzędu ds. Wyznań z wnioskiem o rejestrację. Kościół Wolnych Chrześcijan został zarejestrowany 14 maja 1981 roku. Komitet Organizacyjny Kościoła Wolnych Chrześcijan przedstawił władzom listę 21 zborów, jednak dwa zbory – w Bierdzieży i Wodzisławiu Śląskim – wyłamały się i pozostały w strukturach ZKE. W efekcie wyszło 19 zborów. Rejestracja Kościoła Wolnych Chrześcijan była odejściem ze strony władz od dotychczasowej polityki względem wspólnot typu ewangeliczno-baptystycznego. Niedługo potem zarejestrowano następne ugrupowania ewangelikalne. 31 grudnia 1980 roku ZKE liczył 124 zbory, 120 placówek i 10 070 wiernych.
28 listopada 1981 roku na X Synodzie ZKE Jan Guńka w imieniu Stanowczych Chrześcijan złożył wniosek o całkowite usamodzielnienie się wszystkich wyznań. Podczas głosowania 83 delegatów wypowiedziało się za usamodzielnieniem się, 89 – za pozostaniem w ZKE, 1 głos był nieważny, 7 delegatów wstrzymało się od głosu. Na prezesa Rady Kościoła wybrano Edwarda Czajkę, który sprawował tę funkcję do 1988 roku. Po odejściu wolnych chrześcijan główną rolę w ZKE odgrywali zielonoświątkowcy, gdyż mieli większość i na synodzie mogli przegłosować niemal wszystko.

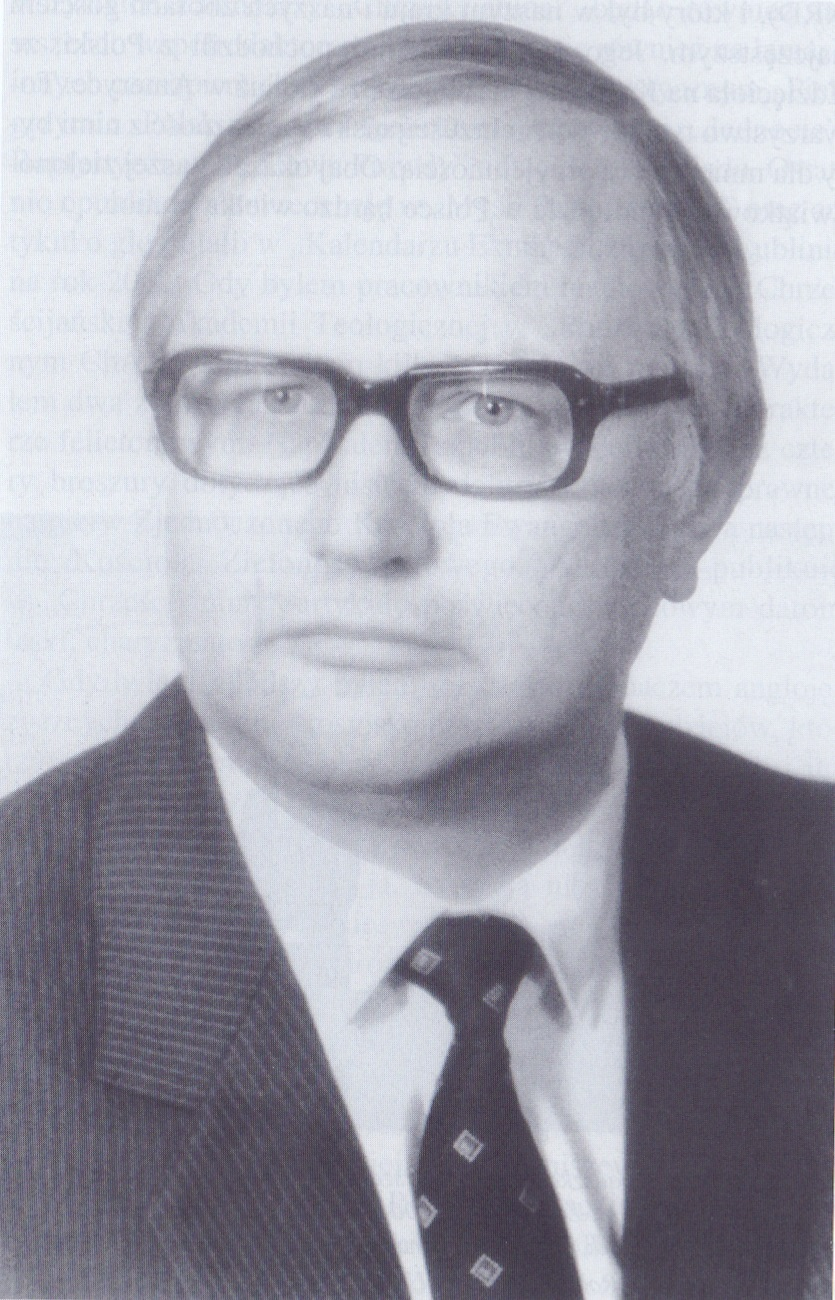
Edward Czajko

ZKE przyjął nowy statut i zreorganizował się. Zgodnie z nowym statutem Kościół był federacją ugrupowań. Wprowadzono też nowe nazewnictwo, jak np. „pastor”, a nie jak dotychczas „przełożony”. W latach 1981–1984 miał miejsce intensywny rozwój budownictwa sakralnego. Zakończono budowę kilku kaplic w Sobótce, Krakowie, Lwówku Śląskim, Hajnówce, kontynuowano budowę w Ustroniu, Poznaniu, Świnoujściu, Gubinie, rozpoczęto budowę w Lublinie, Wrocławiu, Warszawie, Łodzi, Bielsku Podlaskim, Poznaniu, Bydgoszczy, Włocławku, Stargardzie Szczecińskim, uzyskano nowe miejsca dla nabożeństw, a wiele kaplic wyremontowano. Nastąpił też nienotowany przedtem wzrost liczebny wyznawców Kościoła.
Na XI Synodzie J. Tomczyk zgłosił wniosek w sprawie wystąpienia ZKE z Polskiej Rady Ekumenicznej (PRE). E. Czajko apelował o wstrzemięźliwość i traktowanie tej sprawy „zgodnie z mądrością Bożą”. Antoni Pliński zaproponował, aby Prezydium Rady Kościoła rozesłało do zborów ankiety w celu uzyskania opinii na temat przynależności do PRE. E. Czajko poparł propozycję A. Plińskiego i zaproponował, by nie podejmować uchwały w tej sprawie. J. Tomczyk wycofał swój wniosek.
Współpraca pomiędzy poszczególnymi ugrupowaniami w dalszym ciągu układała się nie najlepiej, ponadto był to burzliwy okres w dziejach narodu polskiego, co dodatkowo wpływało na wzmocnienie procesów emancypacyjnych wewnątrz kościoła. Innym czynnikiem dezintegrującym ZKE było trwające od dziesięcioleci marzenie powołania Kościoła o wyłącznie zielonoświątkowym charakterze.
13 września 1986 na posiedzeniu Rady Kościoła Michał Hydzik przedłożył wniosek o „reorganizację” Kościoła w kierunku usamodzielnienia się poszczególnych ugrupowań. Wniosek został zaakceptowany w grudniu na kolejnym posiedzeniu Rady, uchwałę miał podjąć najbliższy synod. XII Synod ZKE w dniu 22 maja 1987 podjął uchwałę o usamodzielnieniu się poszczególnych konfesji. Ugrupowania Stanowczych Chrześcijan i Chrześcijan Wiary Ewangelicznej postanowiły utworzyć jeden Kościół, tj. Kościół Zielonoświątkowy i dlatego rozważano wyłonienie trzech, a nie czterech Kościołów:
- Kościół Ewangelicznych Chrześcijan
- Kościół Chrystusowy
- Kościół Zielonoświątkowy.

Za przyjęciem wniosku głosowało 214 delegatów, przeciw – 52, 1 głos był nieważny. Było to powyżej 2/3 wymaganych przez statut głosów. Obrady XII Synodu zakończyły 40 lat istnienia ZKE. Kolejną uchwałą było przedłużenie okresu funkcjonowania Rady Kościoła i jej Prezydium do czasu legalizacji nowo utworzonych Kościołów.
Zaraz po zakończeniu XII Synodu rozpoczął się okres starań o rejestrację nowych Kościołów. Reorganizacja przewidywała trzy niezależne Kościoły. Dodatkowo Władysław Rudkowski z Lublina postanowił wraz ze zborami Lubelszczyzny utworzyć odrębną, czwartą wspólnotę – Kościół Chrześcijan Wiary Ewangelicznej.
W 1983 Telewizyjna Wytwórnia Filmowa Poltel wyprodukowała film dokumentalny o ZKE pt. W imię Ducha Świętego. Zjednoczony Kościół Ewangeliczny (41 min.) według scenariusza i w reżyserii Mieczysława Siemieńskiego i Macieja Leszczyńskiego. Konsultantem merytorycznym filmu był Edward Czajko.
Dane statystyczne
|      | \| Rok \| Zbory \| Kaplice \| Duchowni \| Wierni \| \| 1950 \| 58 \| 22 \| 58 \| 3700 \| \| 1960 \| 138 \| 49 \| 138 \| 6900 \| \| 1970 \| 177 \| 97 \| 177 \| 8100 \| \| 1980[j] \| 240 \| 73 \| 240 \| 8600 \| \| 1985 \| 268 \| 115 \| 268 \| 17151 \| |         |          |        |
| Rok  | Zbory | Kaplice | Duchowni | Wierni |
| 1950 | 58 | 22      | 58       | 3700   |
| 1960 | 138 | 49      | 138      | 6900   |
| 1970 | 177 | 97      | 177      | 8100   |
| 1980 | 240 | 73      | 240      | 8600   |
| 1985 | 268 | 115     | 268      | 17151  |

Największe skupiska wyznawców – dane za rok 1985 – znajdowały się w województwie bielskim (1686 wyznawców), warszawskim (1562), katowickim (1516) i szczecińskim (1194). W wyniku rozpadu ZKE powstały cztery Kościoły, niektóre jednak wyszły z ZKE wcześniej, inne natomiast wyłoniły się po rozpadzie. Rozwój Kościołów i związków wyznaniowych, które wyszły z ZKE ilustruje poniższa tabela:
| Nazwa Kościoła                          | Zbory (1989/2001) | Kaplice (1989/1997) | Duchowni (1989/2001) | Wierni (1989/2001) |
| Kościół Zielonoświątkowy                | 102 / 186         | 101 / 90            | 174 / 324            | 10973 / 20027      |
| Kościół Chrześcijan Wiary Ewangelicznej | 13 / x            | 2 / x               | 45 / x               | 4064 / x           |
| Kościół Chrystusowy                     | 21 / 16           | 4 / 5               | 26 / 28              | 4600 / 3617        |
| Kościół Zborów Chrystusowych            | 28 / 25           | 28 / 31             | 50 / 75              | 2492 / 4886        |
| Kościół Wolnych Chrześcijan             | 32 / 65           | 32 / 37             | x / 62               | 3500 / 2900        |
| Kościół Ewangelicznych Chrześcijan      | 53 / 55           | 53 / 40             | 46 / 66              | 2010 / 3000        |
| Kościół Boży w Chrystusie               | 14 / 29           | 2 / 6               | 39 / 39              | 635 / 1788         |
| Ewangeliczny Związek Braterski          | 24 / 26           | 9 / 6               | 18 / 24              | 370 / 360          |
| Zbór Stanowczych Chrześcijan            | – / 3             | – / 1               | – / 7                | – / 300            |

Według oceny Zbigniewa Paska rozpad ZKE przyczynił się do statystycznego powiększenia środowiska ewangelikalnego.

## Główne zasady doktrynalne
Główne elementy doktryny zawarte zostały w statucie Zjednoczonego Kościoła Ewangelicznego, uchwalonym w 1953. Wyliczone w nim zostały następujące zasady wiary:
- nieomylność Pisma Świętego
- wiara w Trójjedynego Boga
- synostwo Boże Jezusa Chrystusa, poczętego z Ducha Świętego, narodzonego z Marii Panny
- śmierć Jezusa na krzyżu i Jego zmartwychwstanie
- wniebowstąpienie Chrystusa i Jego Paruzja
- Chrzest w Duchu Świętym
- wieczne życie i wieczne potępienie[87].

Z wyznawania powyższych zasad wiary wynika wymóg dopełnienia czterech warunków religijnych:
- nawrócenia się
- pokuty za grzechy
- odrodzenia się w Jezusie Chrystusie
- uznania, że miłość Boża i bliźniego jest podstawą życia chrześcijańskiego[87].

Statut z 1947 roku nie zawierał punktu mówiącego o chrzcie w Duchu Świętym. Niepisana wewnętrzna umowa mówiła o niepodnoszeniu różnic odnośnie do interpretacji tego chrztu. Na wspólnych nabożeństwach zielonoświątkowcy mieli unikać manifestowania glosolalii, z wyjątkiem sytuacji, gdy cały zbór składał się z zielonoświątkowców. Pomimo tych ustaleń napięcia wokół tego problemu istniały zawsze, a wymiana pokoleniowa wpływała na umocnienie elementu zielonoświątkowego w zborach. 
Członkowie ZKE nazywali się chrześcijanami ewangelicznymi. Chrzest był wykonywany w Imię Ojca, Syna i Ducha Świętego przez zanurzenie, był rozumiany jako nakaz Pański i akt wymagany od każdego chrześcijanina ewangelicznego, oraz jako złożenie świadectwa i ślubowanie dozgonnej wierności wobec Boga. Dokonanie chrztu nie było traktowane jako warunek zbawienia.

## Struktura i czołowi działacze Kościoła

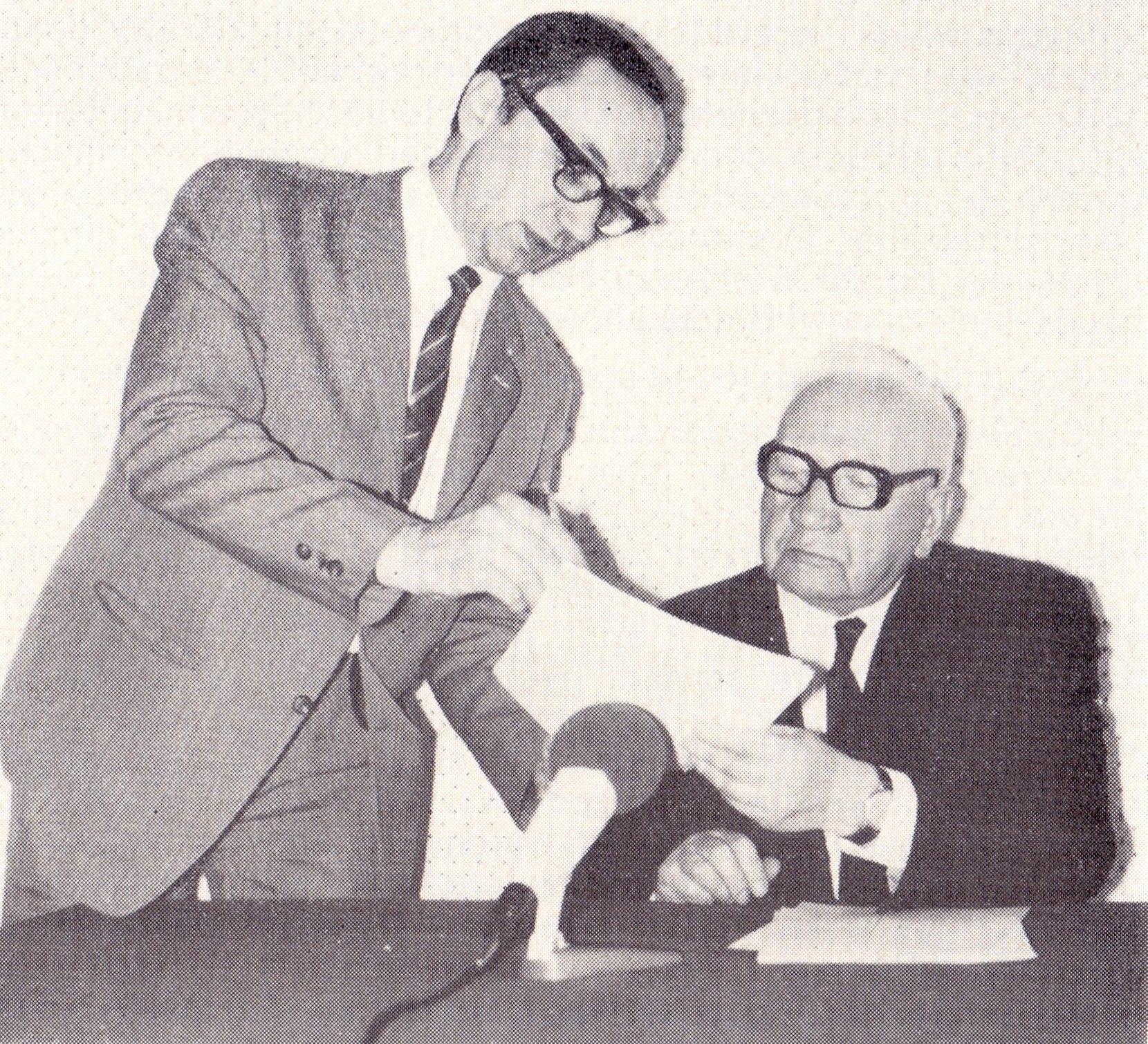
W. Lisieski (z lewej) i S. Krakiewicz (z prawej), podczas nagrywania audycji „Głosu Ewangelii z Warszawy” (1974)

### Ustrój
Podstawową jednostką w ZKE był zbór dysponujący szeroko zakrojoną samodzielnością, który posiadał osobowość prawną. Zbór musiał liczyć co najmniej 15 osób, mniejsze grupy wyznawców mogły organizować się w placówki podległe jednemu z najbliższych zborów. Zbór miał prawo decydowania o przyjęciu lub wykluczeniu własnych członków. Władzę nad zborem sprawowało zebranie wszystkich członków (tzw. „członkowskie”), Rada Zborowa, przełożony Zboru (od 1985 – pastor) oraz Komisja Rewizyjna. Do zadań przełożonego Zboru należała troska o rozwój zboru, prowadzenie nabożeństw lub zlecenie ich prowadzenia swoim pomocnikom.
Nad zborami czuwali prezbiterzy okręgowi.
Najwyższą władzą Kościoła był synod, złożony z delegatów zborów. W synodzie znajdowało wyraz zróżnicowanie konfesyjne poszczególnych ugrupowań wyznaniowych wchodzących w skład ZKE. Podobnie było w organie naczelnym wykonawczym czyli Radzie Kościoła, w obrębie której znajdowało się Prezydium Rady Kościoła.
Do 1953 roku Kościół miał charakter federacji, w ramach której każde ugrupowanie zachowało swoją odrębność, w 1953 zniesiono odrębności. Od 1981 roku ZKE powrócił do struktury federacyjnej. 
Od 1967 roku siedziba Kościoła mieściła się przy ul. Zagórnej w Warszawie.

### Prezesi ZKE
- 1947–1949 – Stanisław Krakiewicz
- 1949–1950 – Franciszek Więckiewicz[93]
- 1950–1953 – Karol Śniegoń[94]
- 1953–1975 – Stanisław Krakiewicz
- 1975–1981 – Konstanty Sacewicz
- 1981–1988 – Edward Czajko

### Członkowie Prezydium ZKE
- 1953–1956 – wiceprezesi: Bajeński, Czerski, Śniegoń, Więckiewicz; sekretarz: Dawidow; skarbnik: Januszewicz
- 1956–1959 – wiceprezesi: Bajeński, Michalski, Śniegoń, Waszkiewicz; sekretarz: Repsz; skarbnik: Maksymowicz
- 1959–1962 – wiceprezesi: Bajeński, Michalski, Śniegoń, Waszkiewicz; sekretarz: Mrózek; skarbnik: Maksymowicz
- 1962–1965 – wiceprezesi: Kuc, Sacewicz, Śniegoń; sekretarz: Rapanowicz; skarbnik: Maksymowicz
- 1965–1968 – wiceprezesi: Kuc, Sacewicz, Śniegoń, Waszkiewicz; sekretarz: Rapanowicz; skarbnik: Maksymowicz; zastępca sekretarza: Czajko
- 1968–1971 – wiceprezesi: Mrózek, Kuc, Sacewicz, Śniegoń, Waszkiewicz; sekretarz: Czajko; skarbnik: Rapanowicz; zastępca członka Prezydium: Maksymowicz
- 1971–1975 – wiceprezesi: Mrózek, Kominek, Kuc (zm. w 1973), Sacewicz, Waszkiewicz; sekretarz: Muranty; skarbnik: Maksymowicz[95]
- 1975–1978 – wiceprezesi: Maksymowicz, Folwarczny, Najmałowski (zm. w 1978), Kominek; sekretarz: Muranty; skarbnik: Czajko[96]
- 1978–1981 – wiceprezesi: Pliński, Folwarczny, Suski, Guńka; sekretarz: Muranty; skarbnik: Czajko[97]
- 1981–1984 – wiceprezes: Suski; sekretarz: Tomaszewski; skarbnik: Siczek; członkowie: Gaweł, Guńka, Jakoniuk, Jarosz.
- 1984–1987 – wiceprezes: Lorek; sekretarz: Tomaszewski; członkowie: Gaweł, Hydzik, Pliński, Sacewicz[98].

## Działalność Kościoła

### Życie kultowe
ZKE jako wspólnota skupiająca reprezentantów kilku nurtów ewangelikalizmu był forum, na którym wyrażały się różne typy pobożności: najbardziej odległe od siebie były duchowość zielonoświątkowa i duchowość braci plymuckich. Łączyły je jednak wyraziste elementy wspólne, co znajdowało wyraz w kulcie publicznym praktykowanym w zborach. Kluczowym elementem tego kultu były następujące postaci nabożeństw:
- nabożeństwo niedzielne
- nabożeństwo śródtygodniowe (zwykle środowe)
- urządzane ad hoc nabożeństwa ewangelizacyjne (np. zwyczajowo jesienne i wiosenne)[99]
- nabożeństwo chrzcielne na otwartej przestrzeni (w przypadku, gdy zbór nie posiadał baptysterium w budynku zborowym)[100]
- nabożeństwo ślubne
- pogrzeb.

Nabożeństwo niedzielne jako główna forma kultu zborowego składało się zwłaszcza z czytania i zwiastowania Słowa Bożego, modlitw osób przewodzących nabożeństwu, wspólnej modlitwy, śpiewu kościelnego i opowiadania tzw. świadectw (wypowiedzi wiernych o dowodach działania Boga w ich życiu). Nabożeństwo to było czasem sprawowania obrzędu Wieczerzy Pańskiej (zwykle jeden raz w miesiącu, najczęściej w pierwszą niedzielę miesiąca), dokonywania aktu błogosławieństwa dzieci oraz ordynacji duchownych. Śpiewowi zwykle towarzyszyła muzyka przy użyciu instrumentów muzycznych, często także perkusyjnych i dętych. Szereg zborów posiadało własne chóry, aktywnie uczestniczące w nabożeństwie głównym.
Nabożeństwo śródtygodniowe miało zwykle skromniejszy przebieg i oprawę. Głównymi elementami były: czytanie i zwiastowanie Słowa Bożego, modlitwa (indywidualna i zbiorowa), śpiew (dość często jedynie a capella).
Podstawą śpiewu kościelnego był wydawany przez ZKE kancjonał pt. Śpiewnik pielgrzyma.
Specyficznym forum kultu chrześcijańskiego były też istniejące w zborach szkółki niedzielne oraz regularnie organizowane spotkania młodzieżowe.

### Działalność edukacyjna
W 1948 roku powstała pierwsza szkoła biblijna Kościoła przy ul. Poznańskiej 13. Pierwszy kurs rozpoczął się 21 listopada 1948 i trwał do kwietnia 1949 roku. Kierownikiem był Józef Mrózek junior. Odbyły się dwa kursy stacjonarne. Rozwój szkoły przerwały dokonane w 1950 aresztowania duchownych, a w późniejszym czasie nie było możliwości lokalowych. W Prezydium Rady Kościoła na dalszym funkcjonowaniu szkoły zależało tylko Mrózkowi. W latach 60. odbywały się tylko krótkie kursy jedno- lub kilkutygodniowe. Wznowienie działalności nastąpiło dopiero w 1972 roku. Na kierownika powołano Mieczysława Kwietnia. W 1985 roku zmieniono nazwę Szkoły Biblijnej na Seminarium Teologiczne. W 1982 roku dyrektorem szkoły został Włodzimierz Rudnicki. 

### Działalność wydawnicza

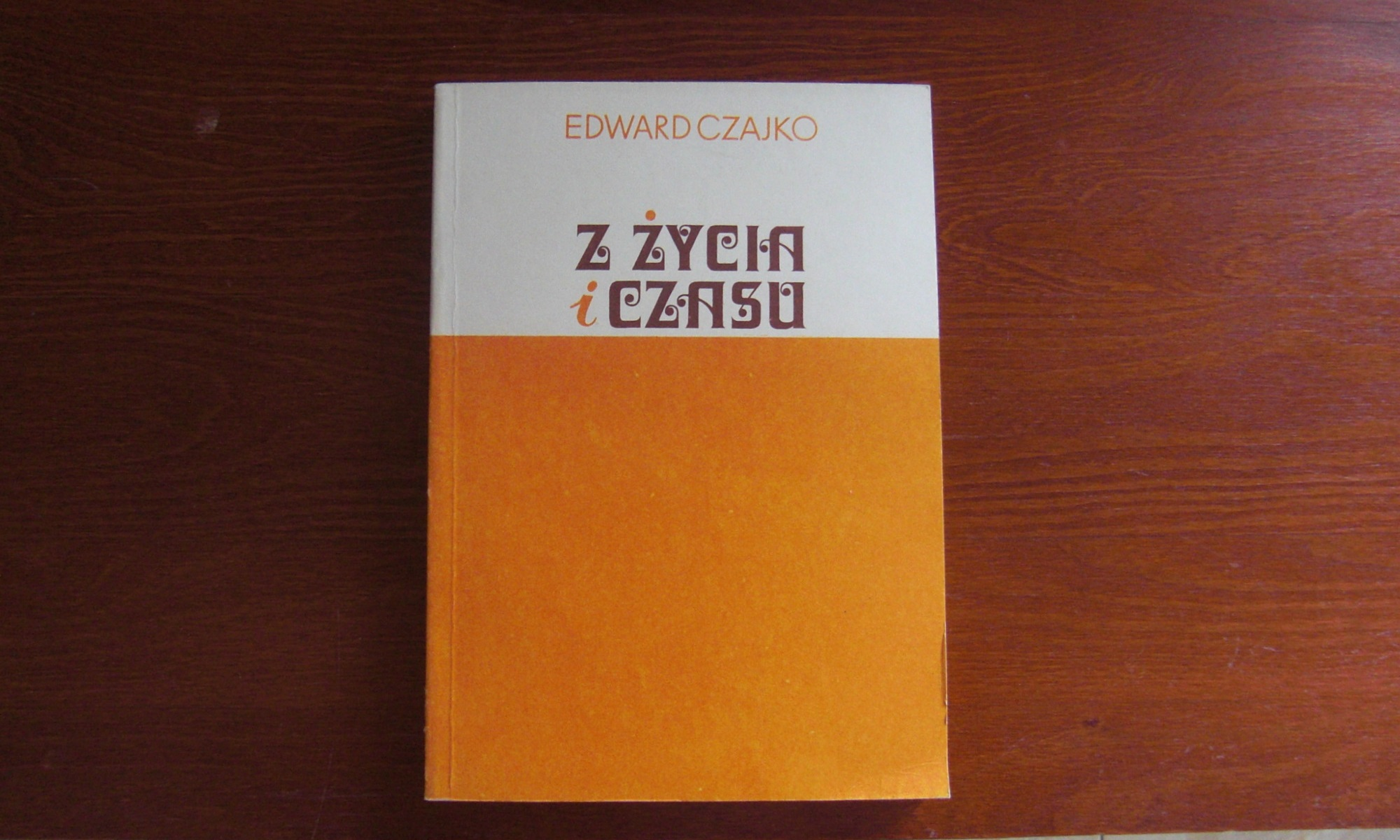
Z życia i czasu (1983)

W 1954 roku władze zezwoliły na wydanie „Biuletynu Zjednoczonego Kościoła Ewangelicznego”. Decyzję o powołaniu wydawnictwa podjęto na posiedzeniu Rady Kościoła 9 i 10 lutego 1957 roku. Utworzono fundusz wydawniczy, a Józef Prower i Bolesław Winnik rozpoczęli działalność wydawniczą. Do końca marca 1972 wydano drukiem 34 tytuły o łącznym nakładzie 204 040 egzemplarzy książek, broszur i traktatów. Na powielaczu wydano 8 książek i skryptów o łącznym nakładzie 13 700 egzemplarzy. Według danych z „Kalendarza Chrześcijanina 1977” do lutego 1976 roku wydano drukiem 65 tytułów o łącznym nakładzie 326 740 książek, broszur i traktatów. 
W roku 1975 wydawnictwo objął Kazimierz Muranty. Od roku 1982 o sprawach wydawniczych decydowała Rada Kościoła i Prezydium Rady. Od 1982 roku ZKE otrzymywał duży przydział papieru od Departamentu Książki Ministerstwa Kultury i Sztuki. W latach 1983–1987 więcej papieru ofiarowywali współwyznawcy z Zachodu. W rezultacie w owych latach wydawano wiele tytułów rocznie, których łączny nakład przekraczał 100 000 egzemplarzy. 

### Czasopismo ZKE
Miesięcznik „Chrześcijanin” wydawany był w latach 1946–1948, po czym po kilkuletniej przerwie pismo zostało wznowione w 1957 roku w nakładzie 5000 egzemplarzy. W latach 60. władze państwowe zmniejszyły nakład, natomiast w latach 70. zwiększyły do 5500 egzemplarzy. W latach 80. wydawano go w nakładzie 7000. Do końca 1988 miesięcznik wydawany był w ramach ZKE. Od 1989 roku zaczął ukazywać się jako pismo Kościoła Zielonoświątkowego.

### Działalność radiowa i filmowa
Od grudnia 1965 roku Kościół nadawał audycje radiowe „Głos Ewangelii z Warszawy”, za pośrednictwem Trans World Radio w Monte Carlo. Stanisław Napiórkowski oceniał je pozytywnie i stwierdził, że katolicy słuchają tych audycji z duchowym pożytkiem. Od 4 kwietnia 1982 rozpoczęto emitowanie nabożeństw radiowych przez Polskie Radio. Zazwyczaj nadawano je cztery razy w roku.
5 lutego 1985 roku ZKE zwrócił się do Studia Opracowań Filmów w Warszawie o opracowanie polskiej wersji filmu „Krzyż i sztylet”. Urząd ds. Wyznań opowiedział się za pozytywnym załatwieniem sprawy.

### Działalność opiekuńcza
ZKE posiadał Dom Starców w Ostródzie. W połowie lat 80. Kościół rozpoczął starania o prowadzenie ośrodków dla osób uzależnionych. W 1986 roku powstał w Broczynie ośrodek dla narkomanów.

## Polityka władz wyznaniowych wobec ZKE
Informatorów zaczęto werbować w 1949 roku. Byli oni wtedy potrzebni dla donoszenia na osoby posiadające kontakty zagraniczne. W oparciu o donosy informatorów dokonano aresztowań we wrześniu 1950 roku. Początkowo władze wyznaniowe zamierzały zlikwidować kościoły ewangelikalne w Polsce, gdy okazało się to niemożliwe, dążyły do ich kontrolowania. Dążono do tego, by kluczowe stanowiska w Kościele były obsadzone przez tajnych współpracowników. W latach 70. największym problemem dla władz był przemyt rosyjskiej i ukraińskiej literatury religijnej z Zachodu przez Polskę do ZSRR. Szczególnie aktywni na tym polu byli zielonoświątkowcy. Służba Bezpieczeństwa inwigilowała Kościół w celu powstrzymania jej napływu. Przy udziale komend wojewódzkich MO oraz WOP rozpracowywano osoby zajmujące się przemytem literatury w Szczecinie, Koszalinie, Gorzowie Wielkopolskim, Olsztynie, Białymstoku, Słupsku i Gdańsku.
W planach Departamentu IV MSW na lata 1972/1973 i 1974/1975 narzekano, że ZKE jest w zbyt małym stopniu inwigilowany i nakazywano pozyskanie tajnych współpracowników. W planach na lata 1976/1977 nakazano pozyskanie E.Cz. członka Prezydium ZKE, oraz dwóch osób zajmujących się audycjami „Głosu Ewangelii”, kontynuowanie dialogu z J.S., obywatelem USA, w celu pozyskania go do współpracy. Nakazano aktywną kontrolę Rapanowicza, Mańkowskiego, Waszkiewicza, Rudkowskiego, Rudnickiego, Fochmana, Ilczuka, Prowera, Gawła. Nakazano ujawnianie osób utrzymujących kontakty z Zachodem i zajmujących się kolportowaniem literatury do ZSRR. 
W planach na lata 1978/1979 nakazano pozyskanie dwóch tajnych współpracowników wchodzących w skład kierownictwa ZKE, dążyć do usadowienia w ścisłym kierownictwie tajnych współpracowników „Marian” i „Stanisław”, spowodować, aby jeden z nich został powołany na zwierzchnika ZKE. Polecono, by przeciwdziałać wzrostowi liczebnemu zielonoświątkowców kosztem innych ugrupowań ZKE oraz uniemożliwić oddziaływanie zielonoświątkowców na młodzież innych Kościołów, takich jak baptystyczny i luterański. Polecono, by przecinać kontakty zielonoświątkowców z oazami i innymi świeckimi organizacjami wewnątrz KRK. Nakazano kontrolować przyjazdy z Zachodu emisariuszy z zielonoświątkowych ośrodków misyjnych.

## Listy, oświadczenia, donosy

### Protokół z przesłuchania (1950)
„Protokół z przesłuchania podejrzanego Teodora Maksymowicza” z 26 września 1950 roku:

W pierwszym okresie po wyzwoleniu tj. w 1945 r. zaczęliśmy każdy na swoim terenie organizować placówki Chrześcijan Wiary Ewangelicznej. Pod koniec 1945 r. zaczęliśmy nawiązywać kontakty korespondencyjne i tym sposobem poodnajdywaliśmy się na terenie kraju. We wrześniu 1945 r. przybył do Kętrzyna Jerzy Sacewicz, który posiadał pełnomocnictwo od baptystów. Sacewicz nakleił ogłoszenie na kaplicy baptystów podając na nim swój adres. Na tej podstawie nawiązaliśmy kontakt z Sacewiczem i zaprosiliśmy do Kętrzyna. Sacewicz przybył do nas 17 listopada 1945 r. i pod jego kierownictwem odbyliśmy pierwsze organizacyjne zebranie, na którym wybrano przewodniczącego i jego zastępcę (...). Przy jego pomocy zorganizowaliśmy zbór w Kętrzynie, który składał się z baptystów, wyznawców Kościoła Chrystusowego i Chrześcijan Wiary Ewangelicznej. Staliśmy wówczas na stanowisku współpracy ze wszystkimi bratnimi wyznaniami. Sytuacja taka trwała do 1946 r. (...). Pod naciskiem Czerskiego i Januszewicza byłem zmuszony odejść od baptystów i rozpocząć pracę samodzielną. To samo uczynił Januszewicz w Łodzi. Ponieważ Misja Wschodnio-Europejska stała na stanowisku współpracy z pokrewnymi wyznaniami, biorąc za wzór połączenie, jakie nastąpiło w ZSRR, ja również na swoim terenie dążyłem do współpracy z pokrewnymi wyznaniami.

### Listy do Urzędu ds. Wyznań
28 lutego 1974 roku Sergiusz Waszkiewicz przesłał do Urzędu oświadczenie uchwalone przez uczestników przedsynodalnego spotkania odbytego 11 lutego 1974:
- Oświadczamy stanowczo, że zawsze byliśmy za jednością Zjednoczonego Kościoła Ewangelicznego, (...) stwierdzamy bezpodstawność zarzutów, co do rzekomego dążenia do rozbicia Kościoła.
- Uważamy za konieczne dla dobra Zjednoczonego Kościoła Ewangelicznego zapewnienie równouprawnienia doktrynalnego dla wszystkich ugrupowań w Kościele, w tym także dla chrześcijan wiary ewangelicznej we wszystkich agendach Kościoła i w całym życiu ogólnokościelnym. (...)
- Uważamy za konieczne powołanie – jeżeli w ogóle zachodzi potrzeba powołania – prezbiterów okręgowych dla danego okręgu w porozumieniu się ze Zborami i przedstawicielami ugrupowania chrześcijan wiary ewangelicznej o ile w tym okręgu większość Zborów należy do tego ugrupowania, lub dwóch prezbiterów okręgowych o ile w danym okręgu istnieją Zbory dwóch ugrupowań (np. jak obecnie jest w okręgu katowickim).
- Uważamy za konieczne delegowanie do załatwienia problemów zborowych przedstawicieli w Radzie Kościoła tego ugrupowania, do którego dany Zbór należy; jeżeli dany Zbór składa się z wyznawców dwóch ugrupowań – odpowiednio dwóch przedstawicieli Rady Kościoła.
- Uważamy za konieczne dopuszczenie pracowników wszystkich ugrupowań, w tym także chrześcijan wiary ewangelicznej do udziału: a) w nadawaniu audycji radiowych, b) w Szkole Biblijnej, c) w wydawnictwie książek i czasopism, d) w innych agendach Kościoła.
- Uważamy za konieczne podniesienie rangi członków Rady Kościoła wszystkich ugrupowań i zapewnienie im ochrony przed napaścią niepowołanych ludzi w Kościele.
- Uważamy za konieczne przestrzeganie Statutu Kościoła przez Prezydium Rady Kościoła, uwzględniając zasady demokratycznego i kolektywnego kierownictwa we wszystkich sprawach Kościoła.
- Uważamy za konieczne powołani Komisji do przeprowadzenia rewizji Statutu Kościoła w celu przygotowania poprawek i zmian w Statucie na najbliższy Synod Kościoła.
- Zgłaszamy następujących kandydatów – wybranych na spotkaniu w głosowaniu tajnym – na członków i zastępców Rady Kościoła przyszłej kadencji: Sergiusz Waszkiewicz, Aleksander Rapanowicz, Teodor Maksymowicz, Edward Czajko, Aleksander Mańkowski, Tadeusz Gaweł, Władysław Rudkowski, Józef Suski.

Anonimowy przedstawiciel ZKE sporządził notę (brak daty i podpisu):
- ZKE składa się z 5 ugrupowań, tworzących 2 bloki: a) ewangeliczny – Związek Ewangelicznych Chrześcijan, Związek Wolnych, Kościół Chrystusowy; b) zielonoświątkowcy – Chrześcijanie Wiary Ewang. (zielonośw.), Związek Stanowczych Chrześcijan.
- Liczbowo: Około 1/3 członków to chrześcijanie wiary ewang. (zielonośw.), 1/3 członków to wolni chrześcijanie, 1/3 członków to ewangeliczni, stanowczy, Kościół Chrystusowy i zbory lub osoby bez wyraźnego piętna wyznaniowego.
- Dotąd każde z 5 ugrupowań miało po 6 w 30-osobowej Radzie Kościoła. Nie była to prawidłowa reprezentacja Kościoła, gdyż 3 mniejsze ugrupowania (ew., stan. i K. Chrystusowy) stanowiące zaledwie 1/5 części Kościoła miało aż 18 radnych, tj. 60%, a chrześcijanie wiary ewangelicznej i wolni stanowiący ok. 2/3 Kościoła miały łącznie tylko 12 radnych (tj. 40%). Proponuje się, by w przyszłości poszczególne ugrupowania miały następującą ilość radnych: zielonoświątkowcy – 9 i 3 zastępców, wolni – 9 i 3 zastępców, ewangeliczni – 4 i 2 zastępców (...). Ewangeliczni, stanowczy, Kościół Chrystusowy nie będą pokrzywdzeni, gdyż będą mieli łącznie 12 mandatów, czyli 40%, a stanowią w Kościele ok. 20% członków wzgl. zborów.
- Między ugrupowaniami była dotąd cicha umowa, że w skład Prezydium Rady Kościoła wchodzi 2 przedstawicieli zielonoświątkowców, 2 wolnych i po 1 przedstawicielu pozostałych ugrupowań (z reguły w charakterze wiceprezesów).
- Uważamy, że poszczególne ugrupowania winny w miarę możliwości być reprezentowane przez «rdzennych» przedstawicieli, a nie sztucznie (...) tworzonych. Np. ewangelicznych reprezentują Najmałowski, Muranty i J. Tołwiński (ostatnio także T. Jarosz), a żaden z nich nie jest rdzennym «ewangelicznym» chrześcijaninem.
- Poszczególne agendy w Kościele prowadzą w zasadzie osoby do tego się nadające i w miarę możności z różnych ugrupowań. Nie jest prawdą, że wszystkie «kluczowe» stanowiska skupiają się w rękach wolnych. I tak zielonoświątkowcy piastują stanowiska skarbnika Rady Kościoła (Maksymowicz) i sekretarza redakcji «Chrześcijanin» (E. Czajko), ewangeliczni – sekretarz Rady Kościoła (Muranty), Kościół Chrystusowy – kierownik Działu Wydawniczego (A. Lewczuk).
- Jest prawdą, że w ręku wolnych chrześcijan skupia się najwięcej agend, lecz również jest prawdą, że ugrupowanie to ma największy wkład w dziele jednoczenia Kościoła i wdrażania zasad praworządności oraz posiada najwięcej pracowników.
- W celu osłabienia pozycji wolnych chrześcijan w Kościele stworzono przeciw nim koalicję nie tyle zborów, co raczej działaczy, uzurpujących sobie prawo reprezentowania naszej społeczności. Atak został skierowany przede wszystkim na wiceprezesa z ramienia wolnych J. Mrózka, prezbitera okręgowego na katowickie M. Giertlera, na Szkołę Biblijną (M. Kwiecień) i «Głos Ewangelii», a jeżeli chodzi o zbory – głównie na Zbór w Chorzowie i I Zbór w Warszawie.
- Termin Synodu. Proponuje się 10-11 V, a 9-go uroczystości z okazji 30-lecia PRL. Wszystkie 3 dni są wolne od pracy. Do czasu zdąży się pozałatwiać wszystkie sprawy (zwłaszcza finansowe) bez pośpiechu.

## Główne osiągnięcia ZKE
Do większych osiągnięć Kościoła w całym czasokresie jego istnienia należy zaliczyć:
- blisko 100% wzrost liczby wiernych
- poważne pomnożenie liczby zborów
- wzniesienie szeregu budynków kościelnych, w tym zbudowanie kaplicy centralnej w Warszawie
- zorganizowanie Domu Starców w Ostródzie
- działalność wydawnicza, w tym wydawanie miesięcznika „Chrześcijanin”[31].